# ماكسيم بيريزين
ماكسيم بيريزين (بالروسية: Максим Михайлович Березин)‏ هو لاعب هوكي الجليد روسي، ولد في 29 يناير 1991 في إيجيفسك في روسيا.

## وصلات خارجية
- ماكسيم بيريزين على موقع دوري الهوكي للقارات (الإنجليزية)
- ماكسيم بيريزين على موقع EliteProspects.com (الإنجليزية)
- ماكسيم بيريزين على موقع Eurohockey.com (الإنجليزية)
- ماكسيم بيريزين على موقع HockeyDB.com (الإنجليزية)